# Sarasaeschna decorata
Sarasaeschna decorata – gatunek ważki z rodziny żagnicowatych (Aeshnidae).